# Olha Charlan
Olha Hennadijiwna Charlan (ukrainisch Ольга Геннадіївна Харлан, englische Transliteration Olha Kharlan; * 4. September 1990 in Mykolajiw, Ukrainische SSR, Sowjetunion) ist eine ukrainische Säbelfechterin. Sie wurde Olympiasiegerin sowie mehrfache Welt- und Europameisterin.

## Leben
Olha Charlan hatte ab dem sechsten Lebensjahr Tanzunterricht. Da die Eltern ihn nicht mehr bezahlen konnten, begann sie im Alter von neun Jahren mit dem Fechttraining, da ihr Patenonkel als Trainer in einem Club arbeitete und somit für die Familie dies kostenfrei war. 2003 gewann sie zum ersten Mal die ukrainischen Fechtmeisterschaften.
Olha Charlan wurde auf Grund ihrer sportlichen Erfolge 2008 und 2009 zur ukrainischen „Sportlerin des Jahres“ gewählt.
Seit den ukrainischen Regionalwahlen 2010 ist Olha Charlan ein Mitglied des Stadtrates von Mykolajiw für die Partei der Regionen; sie lebt in Mykolajiw.
Sie war für das ukrainische Parlament bei den Parlamentswahlen 2012 im Oktober aufgestellt. Die Partei der Regionen erreichte 72 Sitze, ihr Platz 194 auf der Wahlliste reichte damit nicht für einen Einzug ins Parlament.
Sie hat eine ältere Schwester.

## Sportkarriere
Nach einigen Erfolgen bei den Junioren gewann Olha Charlan ihre erste internationale Medaille als Aktive bei den Fechteuropameisterschaften 2006 in Izmir, sie errang Silber im Säbel-Einzel hinter Sofja Welikaja. In 2005 hatte sie bereits mit der Mannschaft Bronze bei den Europameisterschaften in Zalaegerszeg erhalten.
Im Finale gegen China im Säbelmannschaftswettbewerb der Olympischen Spiele 2008 erfocht Charlan allein 22 der 45 Treffer sowie den Siegtreffer und zog damit die Mannschaft (Olha Charlan, Olena Chomrowa, Halyna Pundyk und Olha Schownir) zum Gewinn der Goldmedaille. Im Einzel schied sie gegen Sada Jacobson aus und erreichte nur den dreizehnten Platz.
Überaus erfolgreich war sie bei den Fechteuropameisterschaften 2009 in Plowdiw, dort gewann sie die Goldmedaille sowohl im Einzelwettbewerb als auch mit der ukrainischen Mannschaft.
Später wurden sowohl sie einzeln als auch die Mannschaft als ukrainische Sportler des Jahres 2009 ausgezeichnet. Im selben Jahr bei den Fechtweltmeisterschaften gewann Olha Charlan mit der Mannschaft die Gold-Medaille und im Einzel verlor sie nur gegen Mariel Zagunis und gewann damit Silber.
Bei den Fechteuropameisterschaften 2010 gewann sie abermals mit der Mannschaft die Goldmedaille. Sowohl 2011 als auch 2012 gewann sie bei den Europameisterschaften im Einzel die Goldmedaille. Bei den Olympischen Spielen 2012 gewann sie das Gefecht um den dritten Platz gegen Mariel Zagunis und erhielt die Bronzemedaille.
2013 gewann sie bei der Sommer-Universiade in Kasan Gold im Einzel, wurde in Zagreb Einzeleuropameisterin und in Budapest Weltmeisterin sowohl in Einzel als auch mit der Mannschaft. 2014 wurde sie erneut Einzeleuropameisterin und Einzelweltmeisterin.
2016 erfocht sie bei den Olympischen Spielen in Rio de Janeiro im Säbelfechten gegen die Französin Manon Brunet die Bronzemedaille. Mit der Mannschaft sicherte sie sich den Gewinn der Silbermedaille.
Bei den Weltmeisterschaften 2023 in Mailand, während des russisch-ukrainischen Krieges, verweigerte Charlan ihrer unter neutraler Flagge angetretenen unterlegenen russischen Gegnerin Anna Smirnowa den nach den Turnierregeln vorgesehenen Handschlag und bot stattdessen ein Kreuzen der Säbel an. Sie hatte bereits vor dem Duell angekündigt, ihrer Gegnerin nicht die Hand zu reichen. Smirnowa ging nicht auf das Säbelkreuzen ein und protestierte mit einem 45-minütigen Sitzstreik gegen den Regelbruch. Schlussendlich wurde Charlan gemäß den Regeln disqualifiziert. International rief der Fall Bestürzung hervor. Der Präsident des Internationalen Olympischen Komitees, Thomas Bach, sympathisierte mit Charlan und gab ihr eine Startplatzgarantie für die Olympischen Spiele 2024 für den Fall, dass sie sich aufgrund der Disqualifikation von der WM 2023 nicht mehr für die Olympischen Spiele im folgenden Jahr qualifizieren kann. Wenige Tage später hob der internationale Fechtverband FIE ihre Suspendierung auf und änderte sein Regelwerk, so dass Handschläge in Zukunft nicht mehr verpflichtend sind.
Ende Juli 2024 gewann sie bei den Olympischen Spielen in Paris im Einzel das Fechtduell um den dritten Platz gegen Choi Se-bin knapp mit 15:14 und sicherte sich die Bronzemedaille. Im Mannschaftswettbewerb erreichte sie gemeinsam mit Julija Bakastowa, Alina Komaschtschuk und Olena Krawazka das Finale, nachdem in der ersten Runde Italien mit 45:37 und im anschließenden Halbfinale Japan mit 45:32 bezwungen wurden. Dort trafen die Ukrainerinnen auf die Équipe Südkoreas, die sie mit 45:42 ebenfalls bezwangen und damit Olympiasiegerinnen wurden.

## Ehrungen
Am 25. Juli 2013 wurde ihr vom ukrainischen Präsidenten der ukrainische Verdienstorden 1. Klasse für die Erreichung hoher Sportergebnisse bei der Sommer-Universiade 2013 in Kasan verliehen.